# Dalechampia hassleriana
Dalechampia hassleriana là một loài thực vật có hoa trong họ Đại kích. Loài này được Chodat mô tả khoa học đầu tiên năm 1905.